# Coupe d'Europe hivernale des lancers 2014
Navigation
Édition précédente Édition suivante
La 14e édition de la Coupe d'Europe hivernale des lancers s'est déroulée les 15 et 16 mars 2014 à Leiria au Portugal.

## Résultats

### Senior

#### Hommes
| Épreuves          | Or                            | Argent                 | Bronze                    |
| Lancer du poids   | Aleksandr Lesnoy 21,23 m (WL) | Marco Fortes 21,01 m   | Georgi Ivanov 20,59 m     |
| Lancer du disque  | Viktor Butenko 64,38 m        | Erik Cadée 63,56 m     | Christoph Harting 62,56 m |
| Lancer du javelot | Zigismunds Sirmais 81,60 m    | Thomas Röhler 81,17 m  | Risto Mätas 80,58 m       |
| Lancer du marteau | Paweł Fajdek 78,75 m          | Krisztián Pars 77,96 m | Denis Lukyanov 74,11 m    |

#### Femmes
| Épreuves          | Or                           | Argent                    | Bronze                    |
| Lancer du poids   | Yevgeniya Kolodko 18,66 m    | Alena Kopets 18,58 m      | Yuliya Leantsiuk 18,55 m  |
| Lancer du disque  | Mélina Robert-Michon 64,20 m | Anna Rüh 63,21 m          | Dragana Tomašević 59,26 m |
| Lancer du javelot | Linda Stahl 61,20 m          | Katharina Molitor 60,97 m | Martina Ratej 59,57 m     |
| Lancer du marteau | Bianca Perie 67,19 m         | Berta Castells 66,13 m    | Fruzsina Fertig 66,00 m   |

### Espoirs

#### Hommes
| Épreuves          | Or                      | Argent                       | Bronze                    |
| Lancer du poids   | Frédéric Dagée 19,05 m  | Mesud Pezer 18,68 m          | Martin Novák 18,68 m      |
| Lancer du disque  | Danijel Furtula 62,19 m | Daniel Ståhl 57,70 m         | Aleksandr Kirya 57,52 m   |
| Lancer du javelot | Maksym Bohdan 83,41 m   | Jan Kubeš 76,15 m            | Yegor Yermoshin 74,71 m   |
| Lancer du marteau | Quentin Bigot 74,42 m   | Yevgeniy Korotovskiy 70,01 m | Pedro José Martín 69,76 m |

#### Femmes
| Épreuves          | Or                     | Argent                    | Bronze                      |
| Lancer du poids   | Emel Dereli 17,33 m    | Shanice Craft 17,16 m     | Viktoryia Kolb 16,81 m      |
| Lancer du disque  | Shanice Craft 64,16 m  | Viktoriya Klochko 53,74 m | Elçin Kaya 51,41 m          |
| Lancer du javelot | Liina Laasma 63,17 m   | Sara Kolak 57,79 m        | Prescilla Lecurieux 56,91 m |
| Lancer du marteau | Malwina Kopron 69,30 m | Alyona Shamotina 67,87 m  | Barbara Špiler 67,12 m      |